# Дегтярёв, Павел Михайлович
Павел Михайлович Дегтярёв (12 июля 1921, Мачеха, Царицынская губерния — 17 мая 2002, Мачеха, Волгоградская область) — советский хозяйственный, государственный и политический деятель, Герой Социалистического Труда.

## Биография
Родился 12 июля 1921 года в с. Мачеха (ныне — Киквидзенского района Волгоградской области). В 1937 году окончил 8 классов Мачешанской школы и поступил на работу в колхоз «Урожай». Член КПСС.
В 1939 году правление колхоза направляет его на учёбу в Николаевскую с/х школу на курсы бухгалтеров. После окончания курсов в ноябре 1940 года Николаевским РВК был призван в Военно-Морской Флот г. Севастополя. В учебном отряде получил специальность рулевого корабля. В феврале месяце 1941 года был направлен на эсминец «Дзержинский» в качестве рулевого, в мае — в учебный отряд на курсы старшин, где и застала его Великая Отечественная война.
В эту ночь он был дежурным и по приказу командира роты, пришлось объявить боевую тревогу. До сентября 1941 года участвовал в боевых действиях под Севастополем.
В сентябре добровольцев вступил в 3 морской добровольческий полк для высадки десанта в количестве 1617 человек под городом Одессой. Высадка была удачной, удалось расширить плацдарм в пределах 30 км. С октября 1941 года по 19 ноября 1941 года участвует в защите г. Севастополь, где был тяжело ранен. 20 марта 1942 года инвалидом 2-й группы был демобилизован, а в январе 1944 года был вновь призван в ВМФ нестроевым и зачислен в 376 отдельный инженерно-строительный батальон.
В июне 1946 года был демобилизован и работал до января 1949 года бухгалтером колхоза «Урожай». 24 января этого же года он был избран председателем колхоза, где работал до 21 февраля 1987 года. Освобождён от работы в связи с уходом на пенсию.
За участие в боевых действиях в годы Великой Отечественной войны Павел Михайлович награждён орденом Отечественной войны I степени, медалями «За боевые заслуги», «За оборону Одессы», «За оборону Севастополя», «За доблестный труд в Великой Отечественной войне».
В послевоенное время грудь Павла Михайловича украсили 2 ордена Ленина, орден Октябрьской Революции, 4 медали ВДНХ, медаль «Ветеран труда». Дегтярёву Павлу Михайловичу 8 апреля 1971 года Указом Президиума Верховного Совета СССР присвоено звание Героя Социалистического Труда.
За большой вклад в развитие сельского хозяйства и народного образования ему были присвоены звания «Заслуженный работник сельского хозяйства РСФСР», «Отличник народного просвещения».
Избирался депутатом Верховного Совета РСФСР 10-го созыва.
Умер в селе Мачеха.